# 刘心刚
刘心刚 （1962年—）是一位中国电影导演。

## 生平
1962年出生，毕业于中央戏剧学院，因为其艺术背景，先担任美工师，后转型为电影导演。《五星饭店》是其处女作电影。

## 荣誉
曾经凭借《悲情布鲁克》获得第16届中国电影金鸡奖最佳美术奖提名。

## 作品

### 电影
- 《一声叹息》 (2000) 美工师
- 《大腕》 (2001) 美工师
- 《天上草原》 (2002) 美工师
- 《手机》 (2004) 美工师
- 《天上草原》 (2008) 美工师

### 电视剧
- 《五星饭店》 (2007) 导演
- 《舞者》 (2008) 导演
- 《孙子大传》 (2008) 导演
- 《我们这拨人》 (2010) 导演
- 《云上的诱惑》 (2010) 导演
- 《女人帮》 (2011) 导演
- 《棋逢对手》 (2012) 导演